# Zespół Felty’ego
Zespół Felty’ego (ang. Felty's syndrome) – przewlekła choroba z obecnością charakterystycznej triady: reumatoidalnego zapalenia stawów, neutropenii i splenomegalii.

## Powikłania
- hipersplenizm wywołujący anemię i małopłytkowość
- plamy barwnikowe na kończynach
- zwiększona podatność na zakażenia jako wynik powyższych zaburzeń hematologicznych
- limfadenopatia

## Leczenie
W leczeniu oprócz zwalczania objawów choroby podstawowej, konieczna może się okazać splenektomia (usunięcie śledziony).

## Eponim
Nazwa zespołu pochodzi od amerykańskiego lekarza Augustusa Roia Felty’ego (1895–1964).